# 요네야마 사토시
요네야마 사토시(일본어: 米山 智, 1974년 6월 27일 ~ )는 일본의 전 축구 선수이다.

## 구단 경력
1993년 J1리그의 요코하마 플뤼겔스에 입단했다. 1997년까지 22경기에 출전. 1997년후 현역 은퇴.